# Табаївка (Куп'янський район)
Таба́ївка —  село в Україні, у Петропавлівській сільській громаді Куп'янського району Харківської області. Населення становить 34 осіб. До 2020 орган місцевого самоврядування — Кислівська сільська рада.

## Географія
Село Табаївка знаходиться біля витоків річки Піщана, нижче за течією на відстані 2 км розташоване село Піщане.

## Історія
1758 — дата заснування.
У 1972-1986 роках до села Табаївка приєднане село Торопівка.
12 червня 2020 року, відповідно до Розпорядження Кабінету Міністрів України  № 725-р «Про визначення адміністративних центрів та затвердження територій територіальних громад Харківської області», увійшло до складу Петропавлівської сільської громади.
19 липня 2020 року, в результаті адміністративно - територіальної реформи та ліквідації колишнього Куп'янського району, село увійшло до складу Куп'янського району Харківської області.
5 грудня 2022 року російський агресор здійснив обстріли з танків та артилерії по районах населених пунктів Кислівка, Котлярівка, Табаївка, Крохмальне, Берестове і Вишневе Харківської області.
7 лютого 2023 року окупанти обстріляли село.
Згідно з російськими воєнкорами 28 січня 2024 року село було повторно захоплено російськими військами. Хоча наступного дня у ЗСУ спростували цю інформацію про захоплення села.

## Населення

### Мовний склад
Рідна мова населення за даними перепису 2001 року:
| Мова       | Чисельність, осіб | Доля     |
| ---------- | ----------------- | -------- |
| Українська | 33                | 97,06 %  |
| Російська  | 1                 | 2,94 %   |
| Разом      | 34                | 100,00 % |

## Економіка
- Молочно-товарна ферма.